# Prince Iaukea
Michael Laauli Hayner, detto Mike (Honolulu, 1º agosto 1964), è un wrestler statunitense, noto maggiormente per i suoi trascorsi nella World Championship Wrestling (WCW) con il ringname Prince Iaukea o The Artist Formerly Known as Prince Iaukea (o più semplicemente The Artist).

## Personaggio

### Mosse finali
- Diving DDT
- Swan Dive Headbutt (Diving headbutt)

### Manager
- Paisley

### Soprannomi
- "TAFKAPI"

## Titoli e riconoscimenti
- Pro Wrestling Fusion
  - NWA Florida Junior Heavyweight Championship (1)
- Pro Wrestling Illustrated
  - Rookie of the Year (1997)
  - 92º tra i 500 migliori wrestler singoli secondo PWI 500 (2000)
  - 495º tra i 500 migliori wrestler singoli secondo PWI 500 (2003)
- World Championship Wrestling
  - WCW Cruiserweight Championship (2)
  - WCW World Television Championship (1)
  - WCW Cruiserweight Championship Tournament (2000)
- Altri titoli
  - eXtreme Japan World Championship (2)
  - FXCW World Championship (2)
  - GPCW World Championship (3)
  - IWF InterNational Championship (1)